# Барський заказник
Зака́зник «Ба́рський» — орнітологічний заказник місцевого значення міста Бар Вінницької області. Згідно з рішенням Вінницької обласної Ради № 334 від 27 квітня 2012 року гідрологічний заказник «Барський» було оголошено об'єктом природно-заповідного фонду.. Згідно з рішенням Вінницької обласної Ради № 257 від 20 грудня 2016 р. статус заказника змінено на орнітологічний, а його площу розширено до 248 га.

## Місцезнаходження
Заказник створено у верхів'ях Барського водосховища та долини річки Рів, що знаходиться в західній частині м. Бар. Площа заказника становить 248 га. Ліворуч від заказника розташоване місто Бар, а праворуч село Чемериси-Барські.

## Опис
Заказник має особливу природоохоронну, наукову, естетичну та пізнавальну цінність. Рослинний світ представлений високотрав'яними ценозами з очерету звичайного, рогози широколистої, осоки, латаття білого, латаття жовтого. 
Орнітофауна нараховує 20 видів, серед них мартини звичайні, лиски, сірі чаплі, плиски білі, дикі качки -крижні, пірникози великі. 
А серед ссавців переважають ондатра, видра, ласка.

## Фауна заказника
В основі фауни орнітологічного заказника місцевого значення “Барський” є фауна ставу Шершні, що об’єднує представників усіх типів хребетних тварин, а також чималу кількість видів безхребетних. На її формування впливає характер біотопу, типи прилеглих стацій, а також високий рівень антропогенного пресингу, зумовленого населеними пунктами в західній частині ставу - м. Бар і с. Чемериси-Барські.
Виявлені у межах дослідженої території тварини, мають різний характер зв’язку із нею. Так, у структурі гідрокомплексу домінують гідрофільні, переважно лімнофільні види. Проте, мозаїчність фацій на прибережних ділянках істотно підвищує біорізноманіття гідрокомплексу за рахунок факультативних гідрофілів, а також добових і сезонних інвазій представників інших екологічних груп тварин. Таким чином, в межах акваторії ставу Шершні та на його узбережжі сформувався своєрідний фауністичний комплекс, який поза всяким сумнівом потребує охорони та екологічно обґрунтованого менеджменту.
Польові дослідження, проведені на цій території дозволили виявити у її межах 164 види хребетних тварин, які належать до 28 рядів, 57 родині 114 родів.
Видова структура іхтіофауни визначається типом водойми та характером її господарського використання. В акваторії ставу виявлено 10 видів риб, які належать до 10 родів, об’єднаних у 3 родини З рядів.
Серед них домінують представники ряду Коропоподібні представленого родиною Коропові. Це зокрема плітка звичайна, верховодка звичайна, верховка звичайна, краснопірка звичайна, чебачок амурський, короп звичайний та карась сріблястий.
Ряд Щукоподібні в акваторії озера Шершні представлений щукою звичайною. 
У заказнику домінують також два види родини окуневі, які належать до ряду окунеподібні окунь річковий та йорж звичайний.
Клас Земноводні в акваторії ставу упродовж року нараховує 10 видів, які належать до 7 родів, об’єднаних у 5 родин рядів Хвостаті земноводні і Безхвості земноводні. До складу перших входить два види: тритон звичайний та тритон гребенястий.
Серед безхвостих земноводних були виявлені кумка звичайна (червоночерева джерелянка), часничниця (землянка) звичайна, ропуха зелена і ропуха звичайна, квакша звичайна (райка деревна), жаба озерна, жаба ставкова, жаба їстівна.
Клас плазуни у межах заказника представлений трьома видами: черепаха болотяна, вуж звичайний і ящірка прудка.
Впродовж року досліджена територія підтримує існування 127 видів, які належать до 17 родів, об’єднаних у 37 родин і 81 ряд класу Птахи. 
До екологічної групи навколоводних та водоплавних птахів варто віднести 47 видів. З них 21 вид регулярно або періодично гніздує у заказнику: пірникоза велика, бугай, бугайчик, лебідь-шипун, крижень, попелюх, лунь очеретяний, пастушок, курочка водяна, лиска, крячок білощокий, рибалочка, плиска жовтоголова, кобилочка солов’їна, кобилочка-цвіркун, очеретянка лучна, очеретянка чагарникова, очеретянка велика, синиця вусата, ремез, вівсянка очеретяна.
Ще 16 видів, цієї екологічної групи відмічені в межах дослідженої території лише під час сезонних міграцій. Окремі з них гніздують на досліджуваній території, але не відмічені у репродуктивний період у найближчих околицях. Це, зокрема, пірникоза мала, пірникоза чорношия, пірникоза сірощока, гуска сіра, чирянка велика, широконіска, пісочник малий, чайка, коловодник лісовий, коловодник болотяний, коловодник великий, коловодник звичайний, брижач, баранець звичайний, крячок білокрилий.
Також встановлене перебування у заказнику 10 видів водоплавних і навколоводних птахів, які гніздують у сусідніх водно-болотних угіддях, зокрема у басейнах річок Рів і Рівець, а в межах дослідженої території здійснюють трофічні інвазії. Такими видами є баклан великий, квак, чепура велика, чепура мала, чапля сіра, чапля руда, мартин звичайний, мартин жовтоногий, крячок чорний та крячок річковий.
Решта птахів (80 видів), відмічених у заказнику пов’язані з іншими типами біотопів, проте у різні періоди року зустрічаються в його межах, перебуваючи переважно на лучних ділянках та у чагарниках узбережжя, в рогозово-очеретяних і осокових заростях. Окремі птахи (17 видів) гніздують у названих стаціях. Це, зокрема, жайворонок польовий, плиска жовта, плиска біла, сорокопуд терновий, вивільга, шпак звичайний, волове очко, трав’янка лучна, трав’янка чорноголова, вільшанка, соловейко східний, синьошийка, чикотень, дрізд співочий, горобець польовий, зяблик та зеленяк.
Ще для 54 представників класу птахи факт гніздування у межах вивченої території не встановлений, хоча вони й гніздують у суміжних біотопах. Ці птахи здійснювали регулярні або спорадичні інвазії, переважно у пошуках їжі. Такими є лелека білий, шуліка чорний, яструб великий, яструб малий, канюк звичайний, боривітер звичайний, куріпка сіра, перепілка, деркач, припутень, голуб сизий, горлиця садова, горлиця звичайна, зозуля, сова вухата, сова болотяна, сич хатній, сова сіра, серпокрилець чорний, бджолоїдка звичайна, одуд, крутиголовка, жовна сива, дятел сирійський, дятел малий, ластівка берегова, ластівка сільська, ластівка міська, щеврик лісовий, сойка, сорока, галка, грак, ворона сіра, крук, кропив’янка садова, кропив’янка чорноголова,
кропив’янка сіра, кропив’янка прудка, вівчарик-ковалик, мухоловка сіра, горихвістка чорна, дрізд чорний, синиця довгохвоста, гаїчка болотяна, синиця блакитна, синиця велика, горобець хатній, щиглик, костогриз, коноплянка, просянка, вівсянка звичайна.

## Галерея

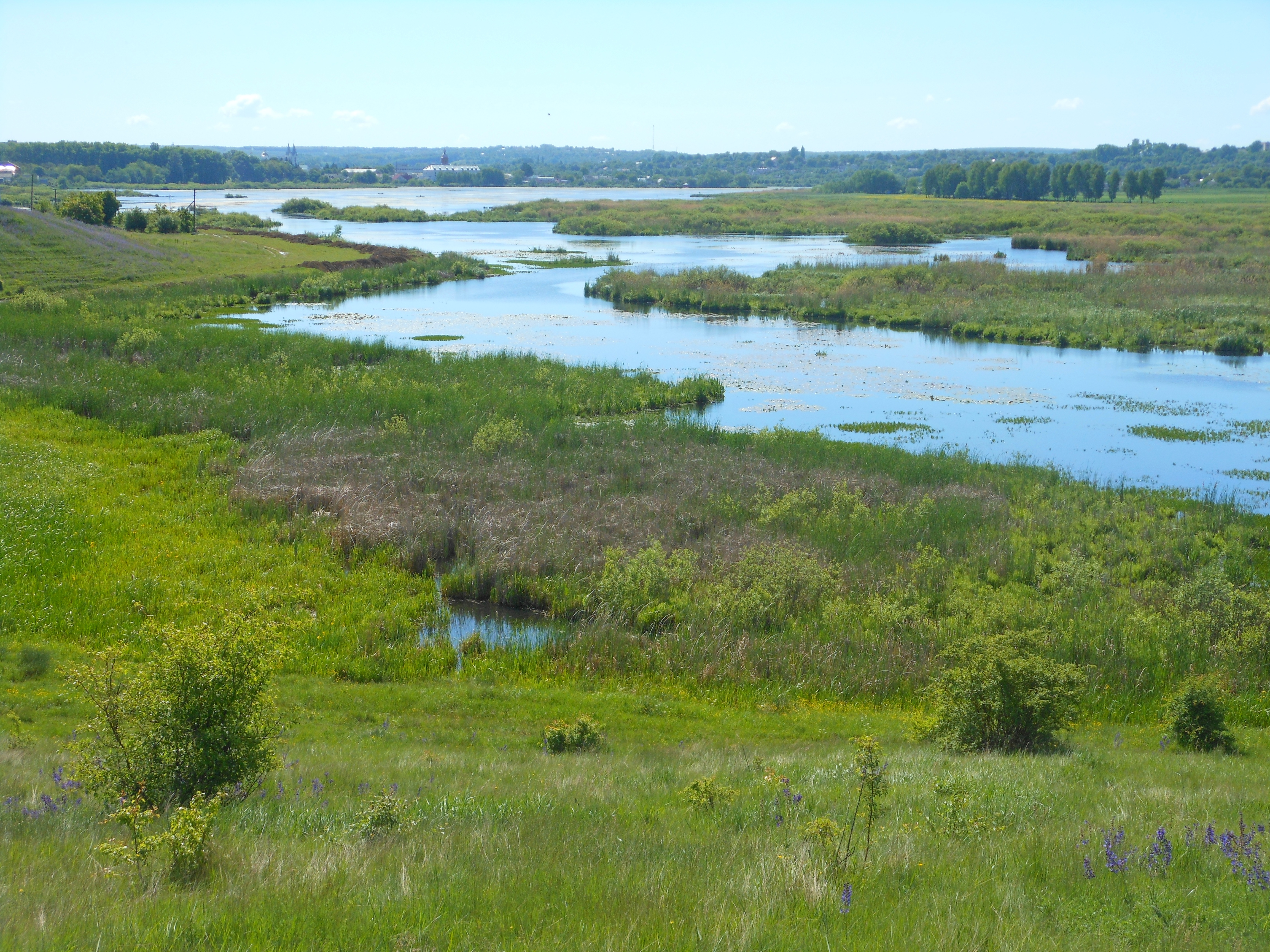
Річка Рів та орнітологічний заказник
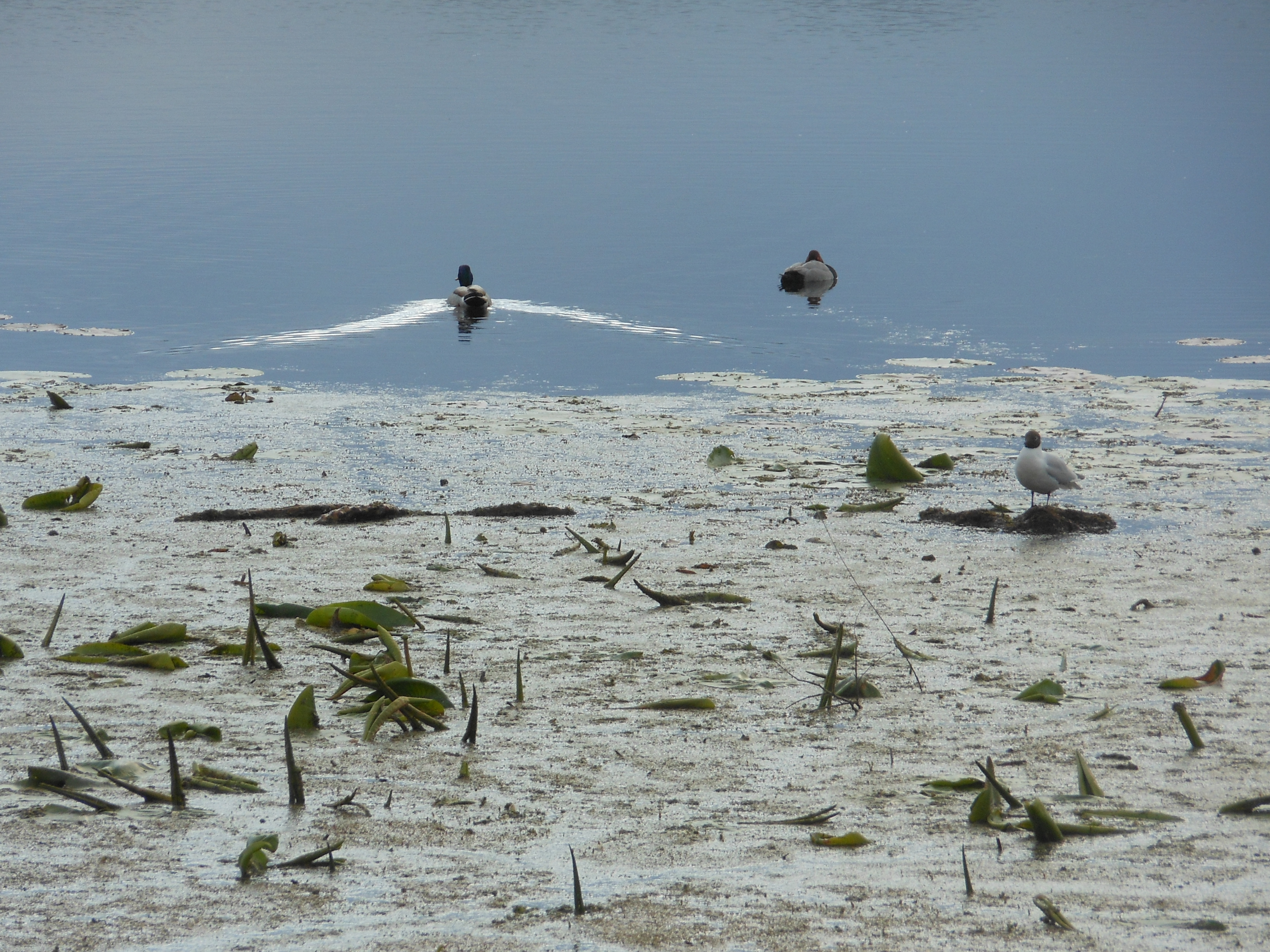
Дикі качки
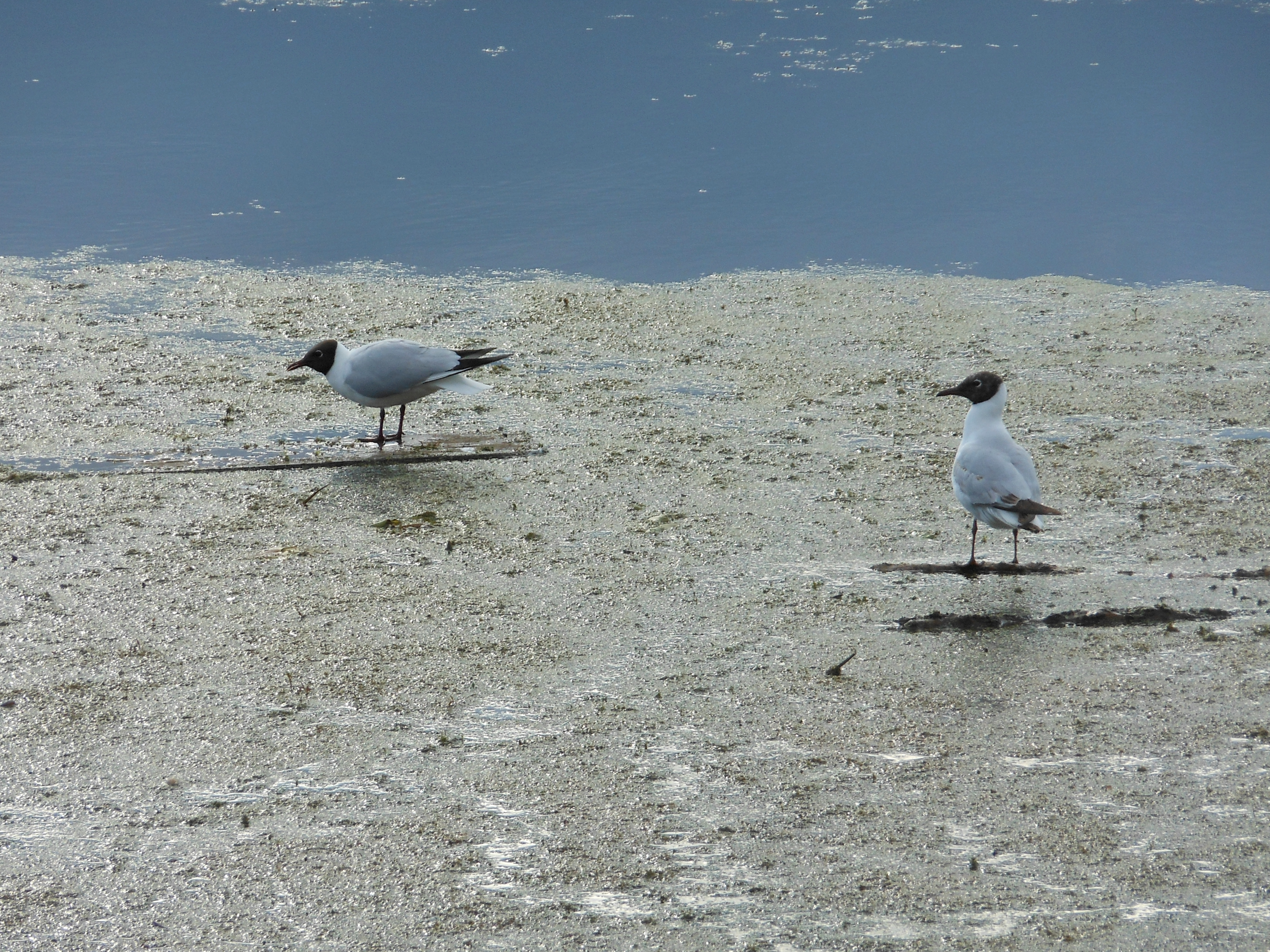
Мартини звичайні
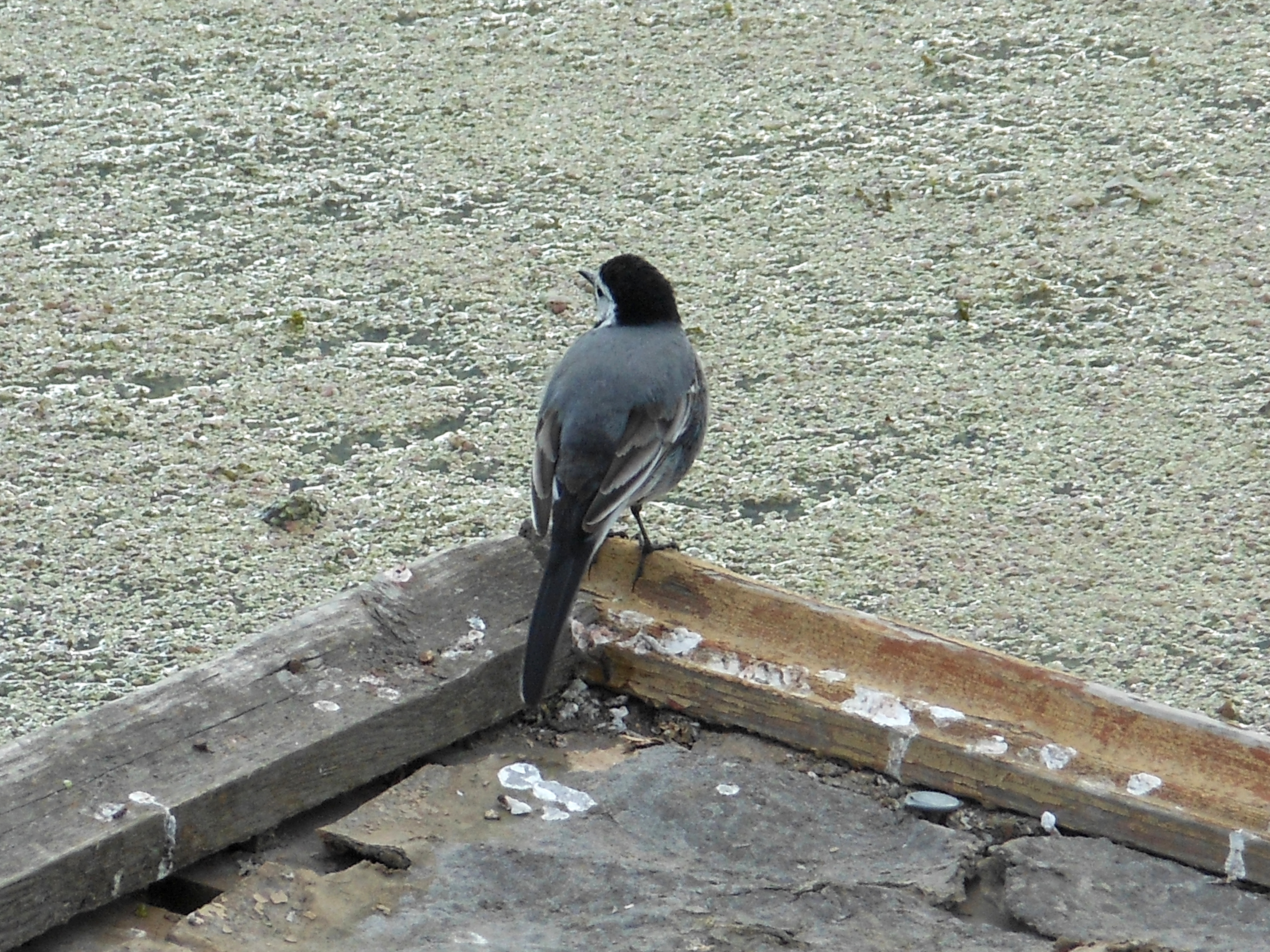
Біла плиска
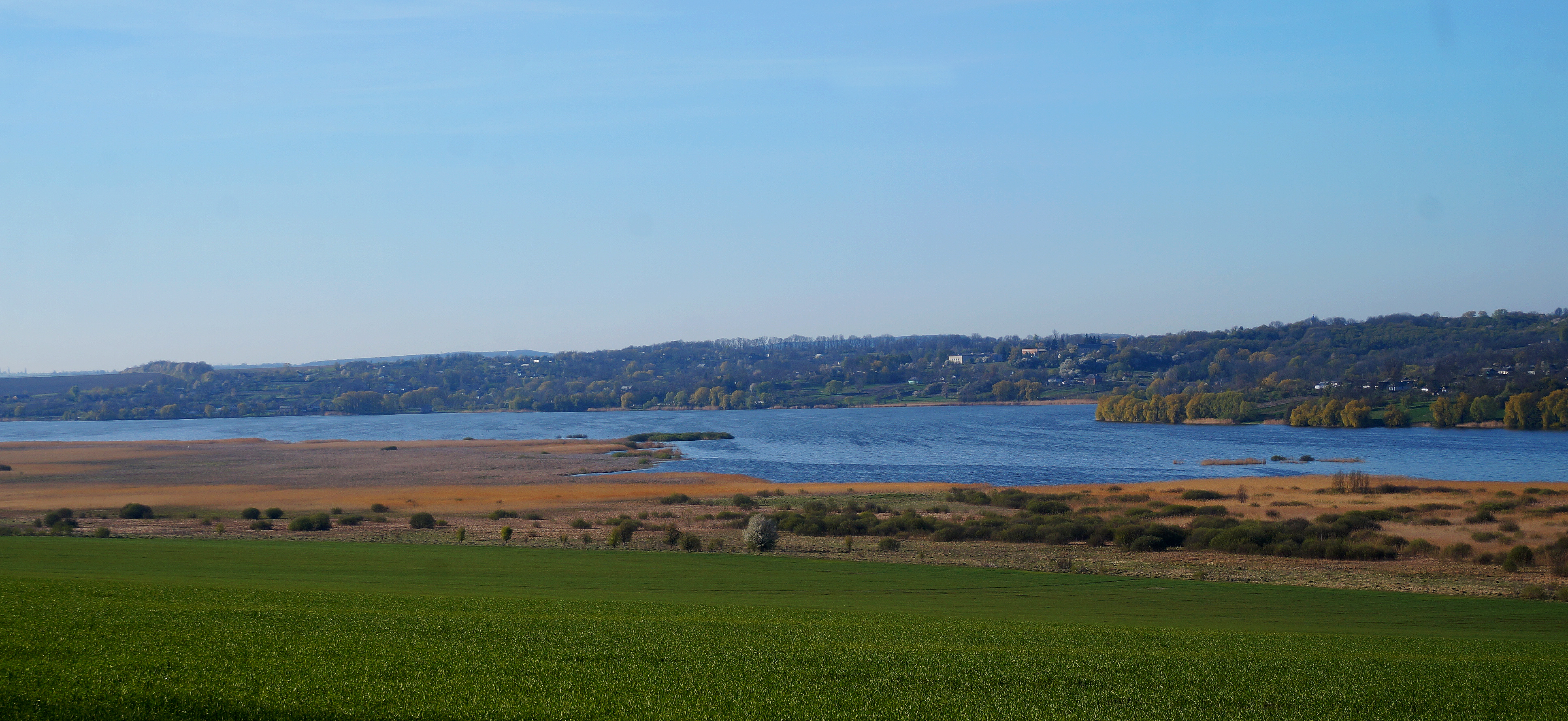
Верхів'я Барського водосховища
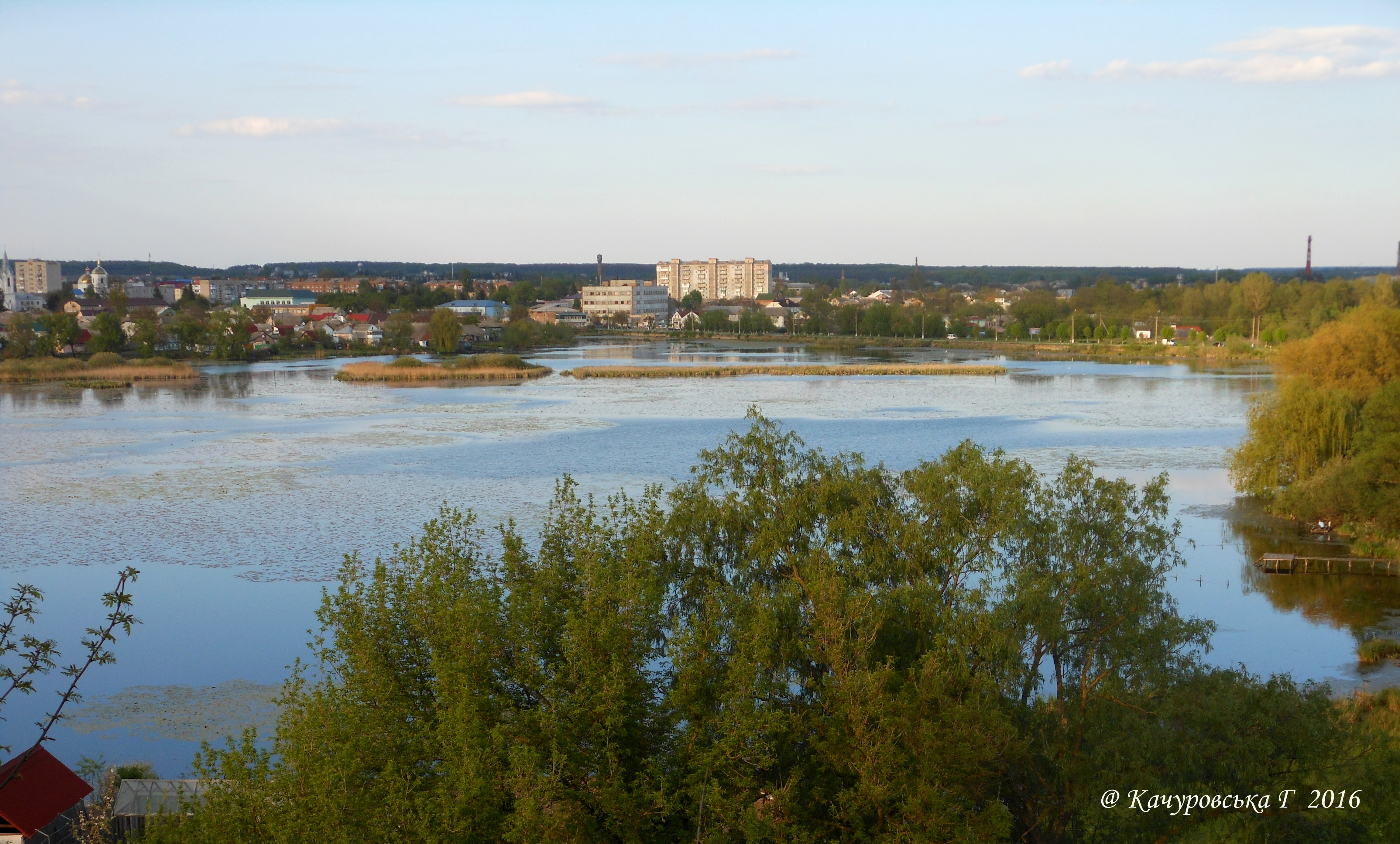
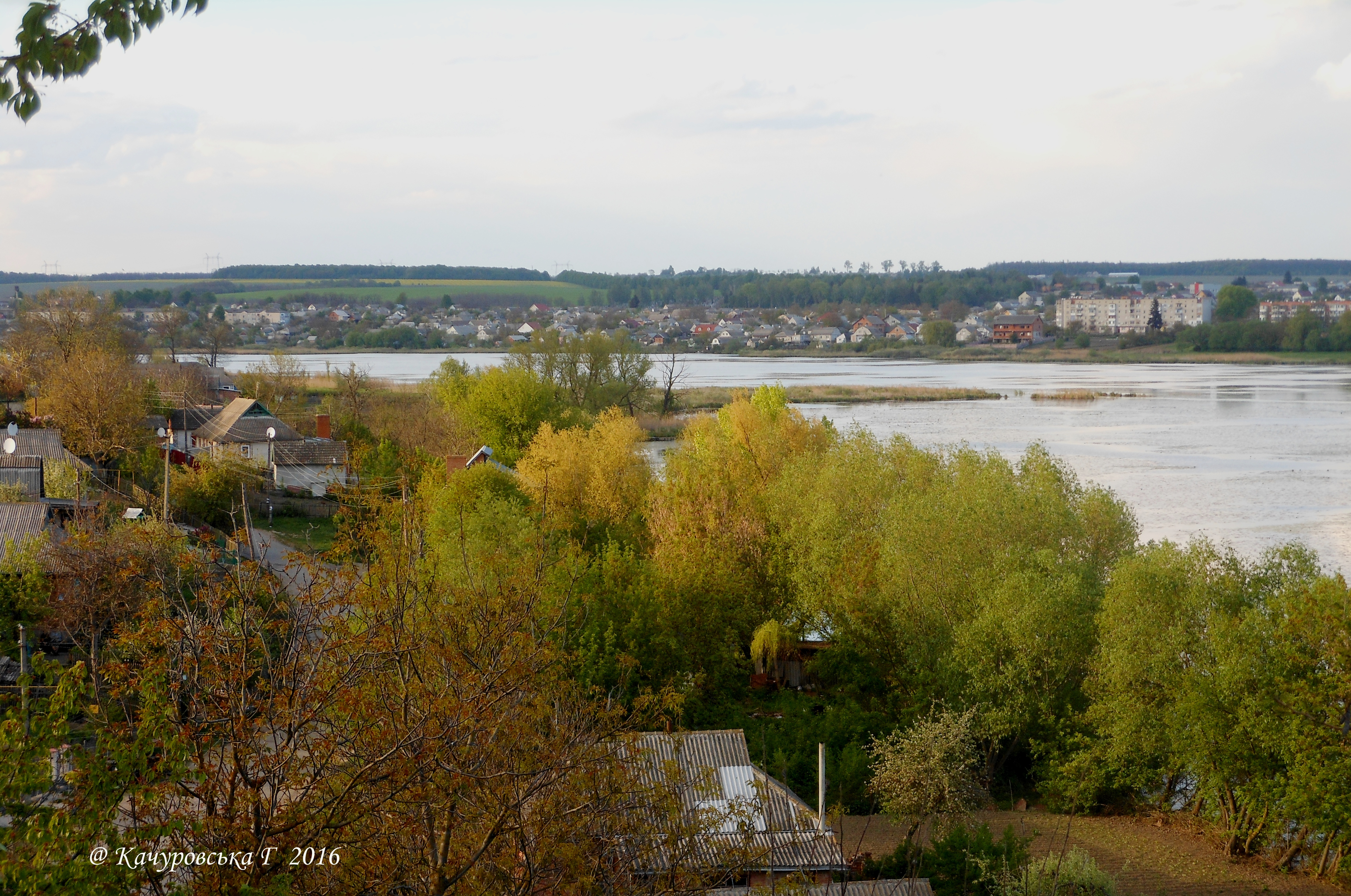
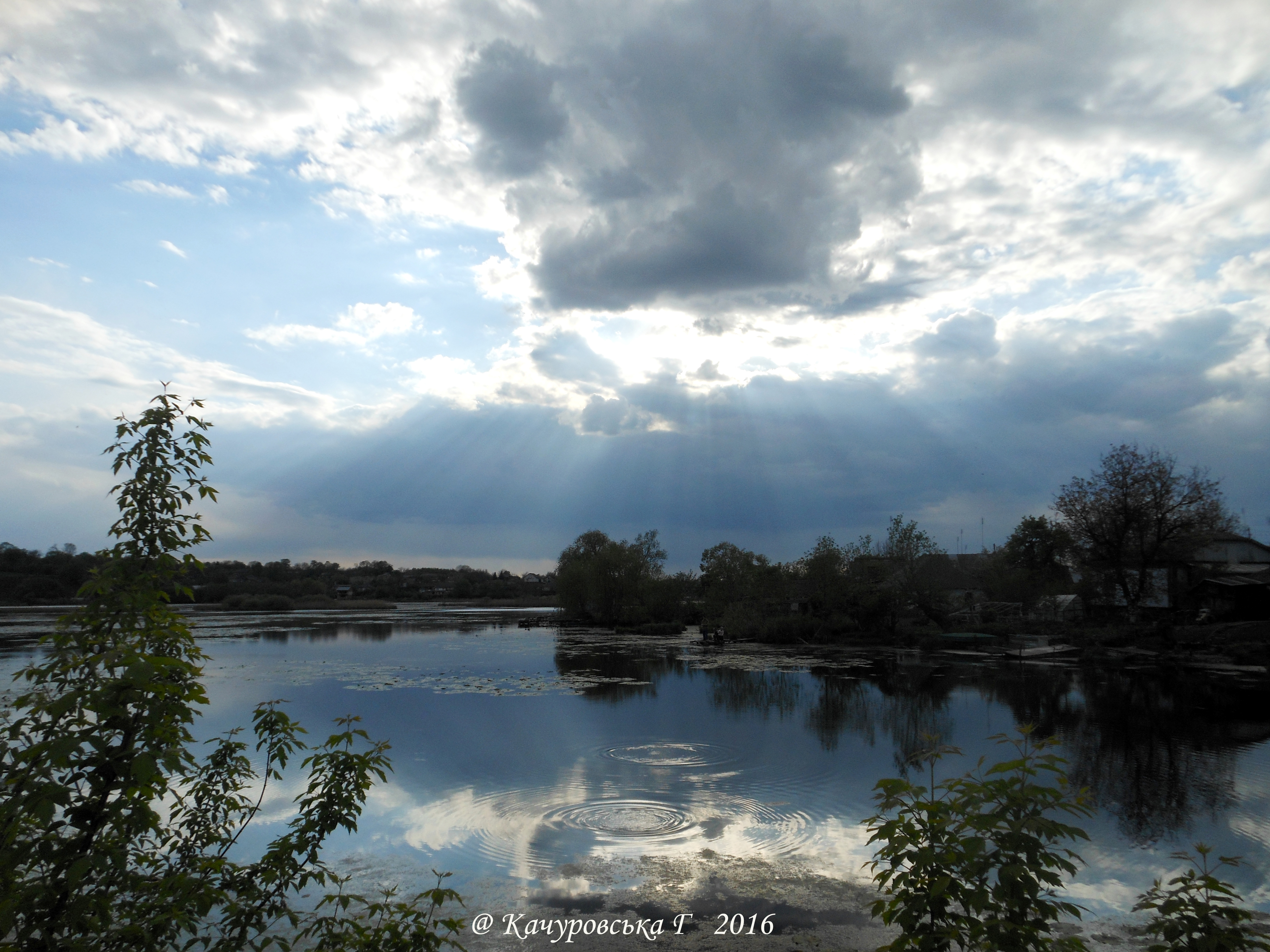
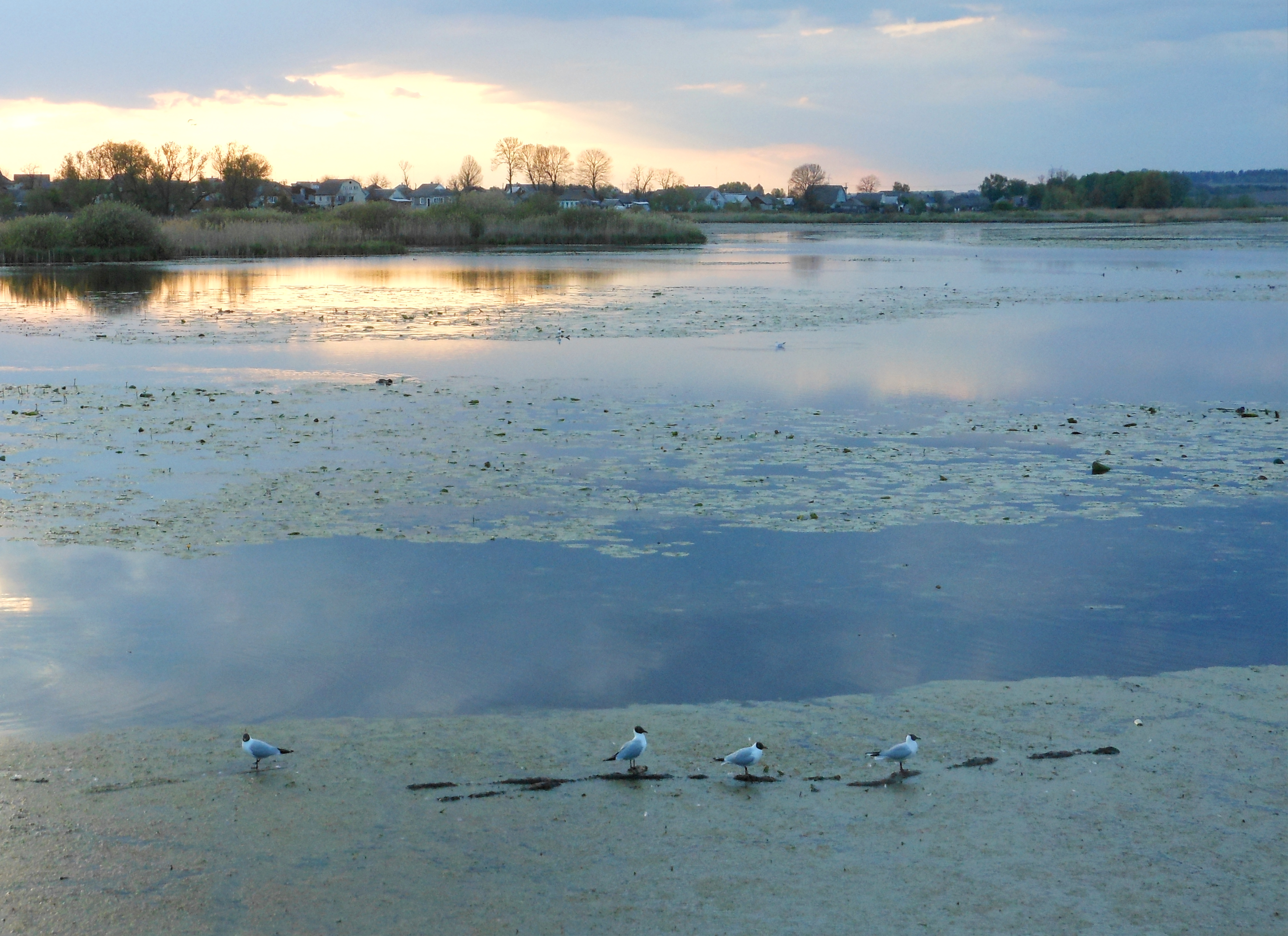